# Psacadina vittigera
Psacadina vittigera är en tvåvingeart som först beskrevs av Ignaz Rudolph Schiner 1864.  Psacadina vittigera ingår i släktet Psacadina och familjen kärrflugor. Inga underarter finns listade i Catalogue of Life.